# لستر آبرام
لستر آبرام (انگلیسی: Lester Abram؛ زادهٔ ۲ سپتامبر ۱۹۸۳) بازیکن بسکتبال اهل ایالات متحده آمریکا است.